# Joseph Murray
Joseph Edward Murray (1. dubna 1919 – 26. listopadu 2012) byl americký lékař a plastický chirurg, nositel Nobelovy ceny za fyziologii a lékařství za rok 1990. Cenu získal za to, že v roce 1954 provedl první úspěšnou transplantaci ledvin. Spolu s ním byl za pokrok v oblasti transplantací oceněn E. Donnall Thomas. Murray působil rovněž jako profesor na Harvardu.